# Gabriella Tjernberg
Gabriella Tjernberg, senare von Hage, född 3 juni 1970 i Göteborg, är en svensk före detta parasportare som tävlade i simning. Hennes tvillingsyster, Magdalena Tjernberg, var också en parasportare.
Tjernberg gjorde sitt första SM 1982 som 12-åring. Hon gjorde sin första internationella tävling 1983, vid Nordiska mästerskapen i Växjö. Vid Paralympiska sommarspelen 1984 i New York tog Tjernberg två guld och fyra silver. Vid EM i Rom 1985 tog hon fyra guld och två silver. Vid VM i Göteborg 1986 tog Tjernberg sex guld och 3 silver. Vid EM i Moskva 1987 tog hon sex guld.
Vid Paralympiska sommarspelen 1988 i Seoul tog Tjernberg tre guld och sex silver. Vid EM i Zürich 1989 tog hon sex guld. Vid VM i Assen 1990 tog Tjernberg 10 silver. Vid EM i Barcelona 1991 tog hon sju guld. Vid Paralympiska sommarspelen 1992 i Barcelona tog Tjernberg fyra silver.